# Ángel Moreno
Ángel Moreno Núñez (Vallecas, Madrid, 14 de noviembre de 1983) es un boxeador Español. Comenzó su carrera como boxeador profesional ganando el título de Campeón de España del peso gallo en 2014. Después de ese momento decide cambiar de categoría y desarrolla su carrera en el peso mosca, donde se proclama Campeón de la Unión Europea y campeón WBO Latino. También disputa por el Campeonato Mundial de Boxeo WBC y por dos veces el Campeonato de Europa.

## Biografía
Nacido y crecido en el barrio obrero de Vallecas, comenzó en el boxeo a la tardía edad de 27 años, en apenas 1 año debutó como boxeador profesional y en el primer año de su salto al profesionalismo se proclamó Campeón de España. Ha sido meteórica la carrera de Ángel Moreno consiguiendo títulos y logrando disputar un Título Mundial WBC de boxeo al comenzar tan tarde en el mundo del pugilismo.

## Récord profesional
| Récord profesional | Récord profesional | Récord profesional |
| 26 peleas          | 20 Victorias       | 4 Derrotas         |
| Nocaut             | 6                  | 0                  |
| Decisión           | 14                 | 4                  |
| Empates            | 4                  | 4                  |
| ------------------ | ------------------ | ------------------ |

| Resultado | Récord | Rival                             | Método | Asalto - Tiempo | Fecha                   | Localización                                      | Título                                                  |
| Victoria  | 19-4-2 | Daniel Mendoza                    | U.D.   | 6               | 22 de febrero de 2020   | Club Deportivo Metropolitano, Madrid, España      |                                                         |
| Derrota   | 19-3-2 | Jay Harris                        | U.D.   | 12              | 1 de junio de 2019      | Vale Sports Arena, Cardiff, Reino Unido           | PIERDE (Campeonato de Europa, peso mosca)               |
| Derrota   | 19-2-2 | Charlie Edwards                   | U.D.   | 12              | 23 de marzo de 2019     | Cooper Box Arena, Londres, Reino Unido            | PIERDE (Campeonato Mundial WBC, peso mosca)             |
| Victoria  | 18-2-2 | Cristian Narváez                  | U.D.   | 6               | 5 de octubre de 2018    | Alcobendas José Caballero, Madrid, España         |                                                         |
| Victoria  | 17-2-2 | Pablo Narváez                     | U.D.   | 6               | 22 de junio de 2018     | Alcobendas José Caballero, Madrid, España         |                                                         |
| Victoria  | 16-2-2 | Szilvester Ajtai                  | K.O.   | 1(6)            | 24 de noviembre de 2017 | Alcobendas Jose Caballero, Madrid, España         |                                                         |
| Victoria  | 15-2-2 | José Rivas                        | U.D.   | 12              | 22 de octubre de 2017   | Alcobendas José Caballero, Madrid                 | GANA (Campeonato Latino WBO, peso mosca)                |
| Victoria  | 14-2-2 | Stefan Nicolae                    | U.D.   | 6               | 22 de julio de 2017     | Cembranos Club Deportivo, Castilla y León, España |                                                         |
| Victoria  | 13-2-2 | José Hernández                    | U.D.   | 6               | 1 de abril de 2017      | Pabellón María Prado,Cantabria, España            |                                                         |
| Victoria  | 12-2-2 | Trayan Slavev                     | K.O.   | 3(6)            | 12 de noviembre de 2016 | Campo del rayo, Madrid, España                    |                                                         |
| Victoria  | 11-2-2 | Miklos Szilagyi                   | k.O.   | 2(6)            | 18 de junio de 2016     | Vallecas Campo del rayo, Madrid, España           |                                                         |
| Victoria  | 10-2-2 | Elvis Guillén                     | U.D.   | 6               | 27 de mayo de 2016      | Alcobendas Jose Caballero, Madrid, España         |                                                         |
| Derrota   | 10-1-2 | Thomas Masson                     | U.D.   | 12              | 5 de marzo de 2016      | Halle Tetelin, Arras, Pas-de-Calais Francia       | PIERDE (Campeonato de Europa, peso mosca)               |
| Victoria  | 9-1-2  | Pio Antonio Nettuno               | U.D.   | 5(12)           | 20 de abril de 2013     | Alcobendas Jose Caballero, Madrid, España         | GANA (Campeonato de la Unión Europea U.E., peso mosca). |
| Victoria  | 8-1-2  | Javier Venteo                     | U.D.   | 6               | 2 de octubre de 2015    | Palacio de Vistalegre, Madrid, España             |                                                         |
| Derrota   | 8-0-2  | Artem Dalakian                    | U.D    | 12              | 17 de julio de 2015     | Akko International Sport, Kiev, Ukrania           | VACANTE (Campeonato Continental WBA, peso mosca)        |
| Victoria  | 7-0-2  | Edwin Tellez                      | U.D.   | 6               | 5 de junio de 2015      | Palacio de Vistalegre Caravanchel, Madrid, España |                                                         |
| Victoria  | 6-0-2  | Giuseppe Lagana                   | K.O.   | 3(6)            | 14 de abril de 2015     | Hotel El Asador De Enrique, Madrid, España        |                                                         |
| Victoria  | 5-0-2  | Nugzar Chavchavadze               | U.D.   | 6               | 6 de marzo de 2015      | Pabellón Jorge Garbajosa, Madrid, España          |                                                         |
| Victoria  | 4-0-2  | Daniel Martínez                   | U.D.   | 6               | 26 de octubre de 2014   | Hotel El Asador De Enrique, Madrid, España        |                                                         |
| Victoria  | 3-0-2  | Francisco Javier Rodríguez Ortega | U.D.   | 6               | 28 de junio de 2014     | Hotel El Asador De Enrique, Madrid, España        |                                                         |
| Victoria  | 2-0-2  | Iván Ruiz Peranton                | D.D.   | 10              | 1 de marzo de 2014      | Hotel El Asador De Enrique, Madrid, España        | GANA (Campeonato de España, Peso Gallo)                 |
| Victoria  | 2-0-1  | Javier Venteo                     | S.D.   | 6               | 21 de diciembre de 2013 | Pabellón Esperanza Lago, Elche, España            |                                                         |
| Victoria  | 1-0-1  | Lahcene Zemmouri                  | K.O.   | 2(6)            | 29 de noviembre de 2013 | Hotel El Asador De Enrique, Madrid, España        |                                                         |
| Empate    | 1-0-0  | Lahcene Zemmouri                  | D.T.   | 1(6)            | 27 de octubre de 2013   | Hotel El Asador De Enrique, Madrid, España        |                                                         |
| Victoria  | 0-0-0  | Fernando Suárez                   | U.D.   | 4               | 1 de junio de 2013      | Vallecas Campo del rayo, Madrid, España           |                                                         |